# Rybaxis mystica
Rybaxis mystica är en skalbaggsart som beskrevs av Thomas Casey 1894. Rybaxis mystica ingår i släktet Rybaxis och familjen kortvingar. Inga underarter finns listade i Catalogue of Life.